# Олександра Георгіївна Романова
Олександра Георгіївна (18 [30] серпня 1870, Корфу — 12 [24] вересня 1891, Ільїнське, Московська губернія) — принцеса Грецька і Данська, після шлюбу — російська велика княгиня.

## Біографія
Третя дитина і перша дочка короля Греції Георга I і його дружини королеви Ольги Костянтинівни. Була двоюрідною сестрою російського царя Миколи II, та правнучкою Миколи I.
4 червня 1889 року в Санкт-Петербурзі принцеса Олександра стала дружиною Великого Князя Павла Олександровича (1860—1919), діверя своєї рідної тітки, російської імператриці Марії Федорівни, яка була сестрою Георга I. Крім того, великий князь був Олександрі Георгіївні двоюрідним дядьком, будучи двоюрідним братом її матері. Таким чином, одночасно чоловік і жінка були прямими нащадками імператора Миколи I. На шлюб Павла та Олександри Афанасій Фет написав вірш.
1890 року народила першу дитину княжну Марію.
У серпні 1891 року Олександра, яка перебувала на восьмому місяці вагітності, проводила разом з чоловіком, його братом великим князем Сергієм Олександровичем і дружиною останнього Єлизаветою Федорівною в підмосковній садибі Ільїнське.
З великою княгинею стався нещасний випадок. Стались передчасні пологи й дитина (син Дмитро) була витягнута за допомогою штучного стимулювання і вижила. Але через шість днів породілля померла, не приходячи до тями.
18 вересня Олександра була похована в Петропавлівському соборі в Санкт-Петербурзі.
У 1939 році на прохання грецького уряду (в цей час правив рідний племінник Олександри, король Георг II) радянський уряд дозволив перенести останки великої княгині до Греції. Труну Олександри Георгіївни був витягнутий зі склепу в Петропавлівському соборі та поховано в Афінах на королівському цвинтарі у палаці Татой.

## Діти
- Марія Павлівна (1890—1958).
- Дмитро Павлович (1891—1942).